# Juan Francisco García (Komponist)
Juan Francisco García (* 16. Juni 1892 in Santiago de los Caballeros; † 18. November 1974 in Santo Domingo) war ein dominikanischer Komponist.
García hatte Kornettunterricht bei José Ovidio García und erlernte autodidaktische das Cello- und Klavierspiel. 1925 unternahm er als Klavierbegleiter des Sängers Susano Polanco eine Reise durch Kuba. Hier lernte er den Lyriker Nicolás Guillén kennen, dessen Gedicht Espejo er vertonte. Es wurde noch während der Konzertreise aufgeführt und 1930 von Eduardo Brito in New York aufgenommen.
In seinen Kompositionen nahm García Elemente der dominikanischen Folklore auf, so in seinem ersten Streichquartett und der Sinfonía quisqueyana, die 1941 vom Orquesta Sinfónica de Santo Domingo im Teatro Olimpia von Santo Domingo uraufgeführt wurde. Neben drei Sinfonien komponierte er Musik für Blasorchester, Streichquartette und Lieder.

## Werke
- Cuarteto de cuerdas No.1, 1922
- Advenimiento, Ouvertüre
- Sinfonía quisqueyana, 1935
- Scherzo clásico, 1943
- Fantasía simastral, 1947
- Fantasía concertante für Klavier und Orchester, 1949
- Mal de amor
- Himno a la bandera
- Margarita del Campo